# Everglades
Everglades je naravna pokrajina v subtropskih mokriščih v južnem delu ameriške zvezne države Florida in zajema južno polovico velikega razvodja. Sistem se začne v bližini Orlanda pri reki Kissimmee, ki se izliva v veliko, vendar plitko jezero Okeechobee. Voda zapušča jezero v deževnem obdobju kot počasna reka, široka 97 kilometrov in dolga več kot 160 km, ki teče proti jugu čez apnenčaste police in se izliva v Mehiški zaliv na jugu države.